# Jersey Boys
Jersey Boys is een musical over het levensverhaal van Frankie Valli & The Four Seasons met naast muziek van de groep ook muziek van Bob Gaudio op tekst van Bob Crewe. Het scenario is van Marshall Brickman en Rick Elice. De musical ging in première in het La Jolla Playhouse op 6 november 2005 en verhuisde daarna naar Broadway. De musical werd geregisseerd door Des McAnuff (regisseur van onder andere The Who's Tommy en 700 Sundays) en won vier Tony Awards in 2006 voor "Best Musical", "Best Actor" (voor John Lloyd Young als Frankie Valli), "Best Featured Actor" (voor Christian Hoff als Tommy DeVito) en "Best Lighting Design".
In 2014 kwam er een gelijknamige film op basis van de musical, geregisseerd door Clint Eastwood.

## Verhaal
In 1962 kunnen vier jongens uit New Jersey, aan de overkant van Manhattan, drie dingen doen met hun leven: soldaat worden, in zaken gaan die het daglicht niet kunnen verdragen of… een ster worden. Ze kiezen voor het laatste en die droom wordt waarheid, zonder op te geven of te vergeten waar ze vandaan komen.
De vier jongens uit arbeidersgezinnen in New Jersey vonden hun eigen unieke muzikale geluid uit, haalden hiermee de Rock’ n Roll Hall of Fame en verkochten meer dan 100 miljoen platen. De internationaal gelauwerde voorstelling kenmerkt zich door de enorme vaart waarin het boeiende leven van de bandleden met alle ups en downs de revue passeert. De musical is een aaneenschakeling van ‘classic’ wereldhits.

## Producties
De musical werd oorspronkelijk uitgevoerd in Californië in 2004. Daarna volgde de Broadwaypremière in 2005 en ging er een tour van start in 2006. Tot 2009 zou de musical in verschillende bezettingen en producties opgevoerd worden in de Verenigde Staten. In 2008 was er een Engelse productie op West End en een jaar later producties in Australië en Canada. In 2012 en 2013 was er een Zuid-Afrikaanse productie die ook toerde in Singapore, Turkije en Maleisië. In 2013 was er een Nederlandse productie, zie hieronder. In 2014 is er wederom een productie in Engeland.

## Nederlandse productie
Een Nederlandstalige productie speelde van 14 september 2013 tot en met 27 juli 2014 in het Beatrix Theater in Utrecht. De première vond plaats op 22 september 2013. De eerste try-outs werden uitgesteld in verband met ziekte van René van Kooten. In de Nederlandse productie zijn de dialogen in het Nederlands en de songs in het Engels. De Nederlandse vertaling is van de hand van Jan Rot.
| Rol           | Eerste bezetting      | Vervanger(s)                                           |
| ------------- | --------------------- | ------------------------------------------------------ |
| Frankie Valli | Tim Driesen           | Maarten Smeele (alternate), Martijn Vogel, Jurre Geluk |
| Tommy DeVito  | René van Kooten       | Stefan de Kogel, Roman van der Werff                   |
| Bob Gaudio    | Dieter Spileers       | Stephan Mooijman, Kelvin Wormgoor                      |
| Nick Massi    | Robbert van den Bergh | Mathijs Pater, Rick McDonald                           |
| Gyp DeCarlo   | Hugo Haenen           | Rick McDonald, Kelvin Wormgoor                         |
| Bob Crewe     | Barry Beijer          | Mathijs Pater, Kelvin Wormgoor                         |

Ensemble
| Rol           | Vertolker            |
| ------------- | -------------------- |
| Joe Pesci     | Martijn Vogel        |
| Hank Majewski | Stephan Mooijman     |
| Norm Waxman   | Mathijs Pater        |
| Barry Belson  | Omri Tindal          |
| Knuckels      | Stefan de Kogel      |
| Lorraine      | Willemijn de Vries   |
| Mary Delgado  | Lysanne van der Sijs |
| Francine      | Myrthe Maljers       |

Swings: Rick McDonald, Marjolein van Haren, Marleen de Vries, Jurre Geluk, Kelvin Wormgoor, Roman van der Werff

## Muziek
Akte 1
- Ces Soirées-La (Oh What a Night) - Paris, 2000
- Silhouettes
- You're the Apple of My Eye
- I Can't Give You Anything But Love
- Earth Angel
- Sunday Kind of Love
- My Mother's Eyes
- I Go Ape
- (Who Wears) Short Shorts
- I'm in the Mood for Love/Moody's Mood for Love
- Cry for Me
- An Angel Cried
- I Still Care
- Trance
- Sherry
- Big Girls Don't Cry
- Walk Like a Man
- December, 1963 (Oh, What a Night)
- My Boyfriend's Back
- My Eyes Adored You
- Dawn (Go Away)
- Walk Like a Man (reprise)

Akte II
- Big Man in Town
- Beggin'
- Stay
- Let's Hang On (To What We've Got)
- Opus 17 (Don't You Worry 'Bout Me)
- Bye Bye Baby
- C'mon Marianne
- Can't Take My Eyes Off You
- Working My Way Back to You
- Fallen Angel
- Rag Doll
- Who Loves You